# Universidade de Erfurt
A Universidad de Erfurt (em alemão:  Universität Erfurt) foi criada na cidade de Erfurt, Alemanha, por uma bula do Papa Urbano VI em 4 de maio de 1389 e foi inaugurada oficialmente na segunda semana após a páscoa de 1392.